# Клайн-Санкт-Пауль
Клайн-Санкт-Пауль (нем. Klein Sankt Paul) — ярмарочная коммуна (нем. Marktgemeinde) в Австрии, в федеральной земле Каринтия. 
Входит в состав округа Санкт-Файт.  Население составляет 2049 человек (на 31 декабря 2005 года). Занимает площадь 68,58 км². Официальный код  —  2 05 13.

## Политическая ситуация
Бургомистр коммуны — Хильмар Лойч (СДПА) по результатам выборов 2003 года.
Совет представителей коммуны (нем. Gemeinderat) состоит из 19 мест.
- СДПА занимает 11 мест.
- АНП занимает 5 мест.
- АПС занимает 3 места.